# Limnophora discreta
Limnophora discreta är en tvåvingeart som beskrevs av Stein 1898. Limnophora discreta ingår i släktet Limnophora och familjen husflugor. Inga underarter finns listade i Catalogue of Life.